# 22. Unterseebootsflottille
La 22. Unterseebootsflottille était la 22e flottille de sous-marins allemands de la Kriegsmarine pendant la Seconde Guerre mondiale.
Formée à Gotenhafen en Pologne en janvier 1941, la flottille est placée sous le commandement du korvettenkapitän Wilhelm Ambrosius.
Bien que sa mission officielle soit un centre d'entrainement (Ausbildungsflottille), quelques U-Boote de la flottille (U-56, U-139, U-140, U-142, U-144 et U-149) prennent part à des combats contre la marine soviétique de juin à août 1941 dans la mer Baltique pendant l'opération Barbarossa. Le résultat de ces six "petits" bateaux a été très fructueux. Ils ont coulé 3 sous-marins soviétique (M-78, M-94 et M-101). Mais en août 1941, l'U-144 subit le même sort, quand il est coulé par le sous-marin soviétique SC-307.
La flottille est transférée au début de l'année 1945 à Wilhelmshaven en Allemagne où son histoire prend fin en mai 1945 lors de la capitulation allemande.

## Affectations
- Janvier 1941 à février 1943 : Gotenhafen;
- Février 1945 à mai 1945 : Wilhelmshaven.

## Commandement
| Nom                      | Grade            | Début        | Fin          |
| Wilhelm Ambrosius        | korvettenkapitän | Janvier 1941 | Janvier 1944 |
| Wolfgang Lüth            | Korvettenkapitän | Janvier 1944 | Juillet 1944 |
| Heinrich Bleichrodt (en) | Korvettenkapitän | Juillet 1944 | Mai 1943     |

## Unités
La flottille a reçu 46 unités durant son service, comprenant des U-Boote de type II B, C et D, de type VII A, C et C/41 et de type IX.
Unités de la 22. Unterseebootsflottille:
- U-8
- U-11, U-14, U-17, U-18, U-19
- U-28
- U-30, U-37
- U-56, U-57, U-58, U-59
- U-71, U-78
- U-96
- U-137, U-138, U-139, U-140, U-142, U-143, U-144, U-145, U-146, U-147, U-149, U-150
- U-235, U-239
- U-316, U-339, U-349, U-350, U-351, U-369
- U-552, U-554, U-560
- U-717, U-721
- U-924
- U-1101, U-1103, U-1167
- U-1194